# Стала Дімрота — Райхарта
Стала Дімрота— Райхарта — величина ET — показник йонізуючої здатності (полярності) розчинника, що ґрунтується на вимірюванні довжини хвилі λ максимуму смуги з найбільшою довжиною хвиль у видимому спектрі поглинання мезойонного 4-(1,4,6-трифенілпіридиніл-1)-2,6-ди-фенілфеноксиду в розчинникові.
ET= 2,859 ×l0−3ν,
або
ET= 2,859 ×104λ−1,
де ET виражається в ккал/моль, ν— в см−1, λ— нм.